# 김루아
김루아(1989년 8월 7일 ~)는 대한민국의 가수다. 2019년 싱글 [그대라서 (Because Of You)]로 데뷔했다.

## 방송
- 라스트 싱어 (2020) - Top24(21위)

## 음반
- 그대라서 (Because Of You) (2019)

## 피처링
- 자경단 x 정예원 - 여.달.세 (Feat. 아루 & 리슨) (2019)